# رودلف كايزر

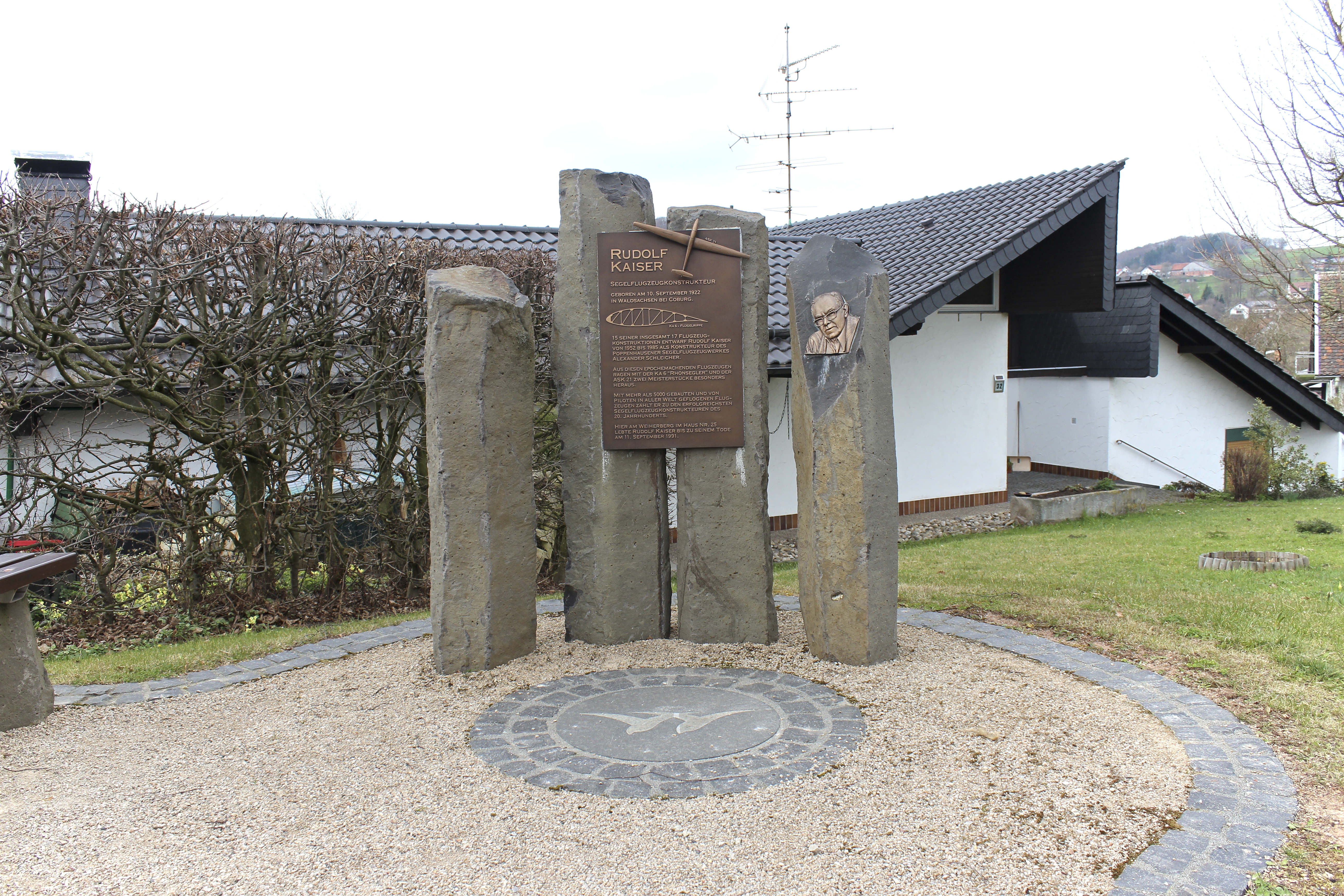
رودولف كايزر كان مصمم طائرات شراعية ألمانيًا.

رودلف كايزر (بالألمانية: Rudolf Kaiser) هو مهندس ألماني، ولد في 10 سبتمبر 1922 في رودنتال في ألمانيا، وتوفي في 11 سبتمبر 1991 في Poppenhausen, Hesse ‏ في ألمانيا.